# Zwitserland op het Eurovisiesongfestival 1957
Zwitserland nam deel aan het Eurovisiesongfestival 1957 in Frankfurt am Main, West-Duitsland. Het was de 2de deelname van het land op het Eurovisiesongfestival. SRG SSR was verantwoordelijk voor de Zwitserse bijdrage voor de editie van 1957.

## Selectieprocedure
Na de overwinning van 1956 bleef Zwitserland gebruikmaken van hetzelfde format. De drie artiesten die meededen aan de nationale finale waren: Lys Assia (winnares van het allereerste Songfestival), Jo Roland (deed in 1956 ook al mee) en Gianni Ferraresi. De winnaar was Lys Assia. Zij won voor de tweede keer, nu met het lied L'enfant que j'étais. Op het Eurovisiesongfestival 1957 zou Assia 8ste worden met 5 punten.

## Concours Eurovision 1957
| Nr. | Artiest          | Lied                            |
| --- | ---------------- | ------------------------------- |
| 1   | Jo Roland        | La vie                          |
| 2   | Lys Assia        | L'enfant que j'étais            |
| 3   | Gianni Ferraresi | Lasciami Tranquillo             |
| 4   | Lys Assia        | Derrière la cathedrale          |
| 5   | Gianni Ferraresi | Nel mio carnet                  |
| 6   | Gianni Ferraresi | Bellissima                      |
| 7   | Jo Roland        | Avec vingt sous                 |
| 8   | Lys Assia        | Musst Du Schon Geh'n            |
| 9   | Jo Roland        | Quand je rêve                   |
| 10  | Lys Assia        | Ein Trautes Lied Vom Turm Herab |
| 11  | Lys Assia        | Ça n'epechera pas               |

België · Denemarken · Duitsland · Frankrijk · Italië · Luxemburg · Nederland · Oostenrijk · Verenigd Koninkrijk · Zwitserland
1956 · 1957 · 1958 · 1959 · 1960 · 1961 · 1962 · 1963 · 1964 · 1965 · 1966 · 1967 · 1968 · 1969 · 1970 · 1971 · 1972 · 1973 · 1974 · 1975 · 1976 · 1977 · 1978 · 1979 · 1980 · 1981 · 1982 · 1983 · 1984 · 1985 · 1986 · 1987 · 1988 · 1989 · 1990 · 1991 · 1992 · 1993 · 1994 · 1995 · 1996 · 1997 · 1998 · 1999 · 2000 · 2001 · 2002 · 2003 · 2004 · 2005 · 2006 · 2007 · 2008 · 2009 · 2010 · 2011 · 2012 · 2013 · 2014 · 2015 · 2016 · 2017 · 2018 · 2019 · 2020 · 2021 · 2022 · 2023 · 2024 · 2025